# Пинкове звезде (1. сезона)
Прва сезона музичког такмичења Пинкове звезде премијерно је емитована 13. септембра 2014. године на Пинк ТВ. Водитељ је Милан Калинић, а жири Бора Ђорђевић, Светлана Цеца Ражнатовић, Харис Џиновић, Марина Туцаковић и Мирослав Илић. Иван Куртић из Ниша је 27. јуна 2015. године победио.
Због упале плућа, Бору Ђорђевића је у неколико емисија мењао Жељко Јоксимовић, али се Бора касније вратио.

## Учесници
- Александра Алексић
- Бојана Голубовић
- Павле Дејанић
- Зенаида Ђукић
- Данило Живковић
- Иван Куртић
- Немања Максимовић
- Маја Милошевић
- Семир Џанковић
- Габријела Пејчев
- Милош Радовановић
- Слободан Радановић
- Млађен Тошовић